# 沿岸帯

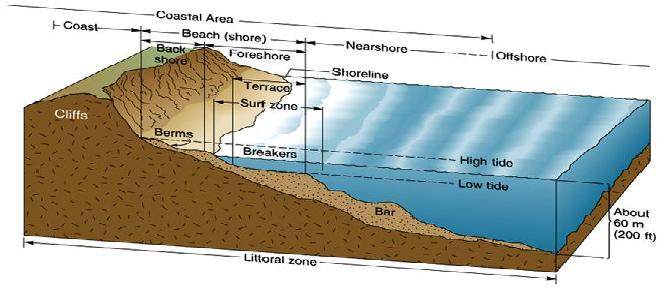
様々な分野や機関が沿岸帯をどう見るかにより、異なる区域に分けている。

沿岸帯（えんがんたい、英語: littoral zone）は、海、湖、または河川のうち、汀線に近い部分のことである。沿岸域とも言う。沿岸環境において、沿岸帯はほとんど浸水しない満潮線から、常に水没している汀線部分まで広がっている。沿岸帯には常にこの潮間帯（intertidal zone）が含まれており、これらの用語はほとんど同じ意味でよく使用される。しかし、 沿岸帯の意味は潮間帯をはるかに超えて広がる。 
この用語には単一の定義はない。沿岸帯の全範囲を何とみなすか、また、沿岸帯を小地域に分割する方法は、文脈によって異なる（湖沼や河川には独自の定義がある）。また、この用語の使用法は世界のある地域から別の地域で、また、異なる分野間でも異なる。例えば、軍の司令官は、海洋生物学者とは全く異なる方法で沿岸帯を語っている。 
水が近いことは沿岸地域に多くの独特な特徴を与えている。水の浸食力は、 砂丘や河口などの独特の型の地形を生み出す。海岸沿いの沿岸帯の自然な動きは、漂砂と呼ばれている。生物学的には、すぐに水を利用できるため、植物や動物の多様性が高まり、特に広大な湿地の形成が可能になる。さらに、蒸発による局所的な湿度の増加は、通常、固有の種類の生物を支える微気候を形成する。 
littoralという単語は、名詞としても形容詞としても使われる。これはラテン語の名詞litus、litorisに由来し、「海岸」を意味する（二重になった tt は中世後期の刷新であり、この単語は時々、より古典的な綴りの litoral が見られることがある。）。 

## 海洋学および海洋生物学

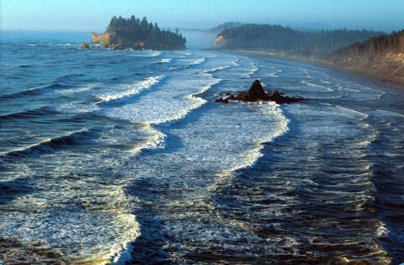
海の沿岸帯は、岸に近く、大陸棚の端まで伸びている領域のことである。

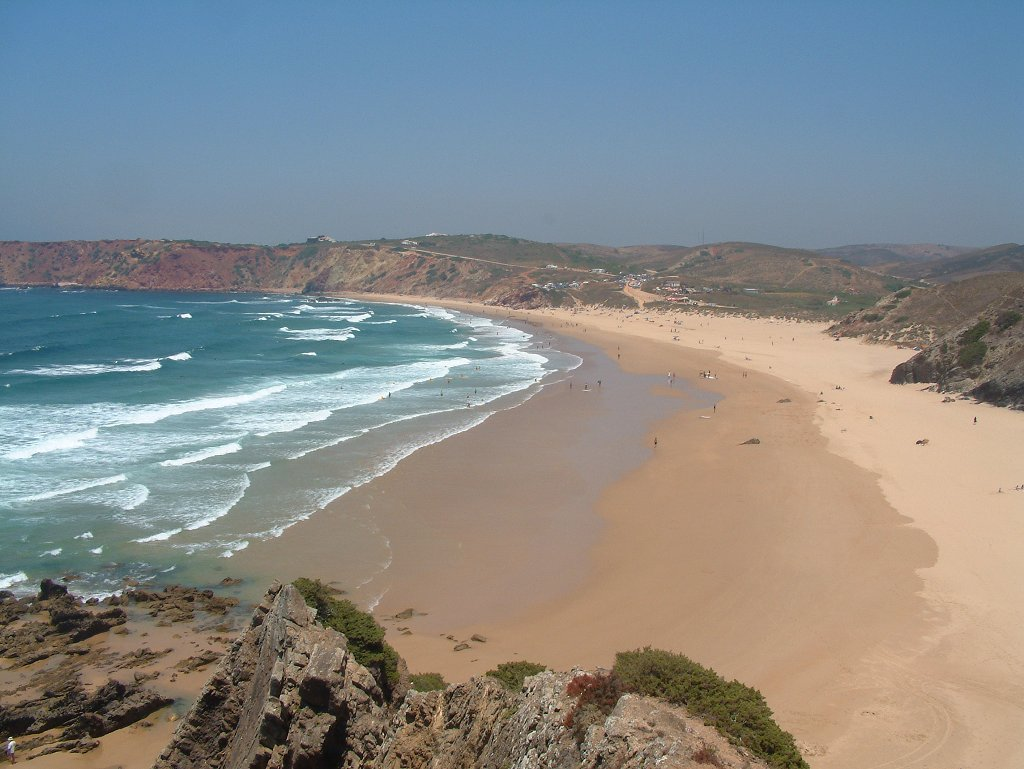
浜の潮間帯も沿岸帯の一部である。

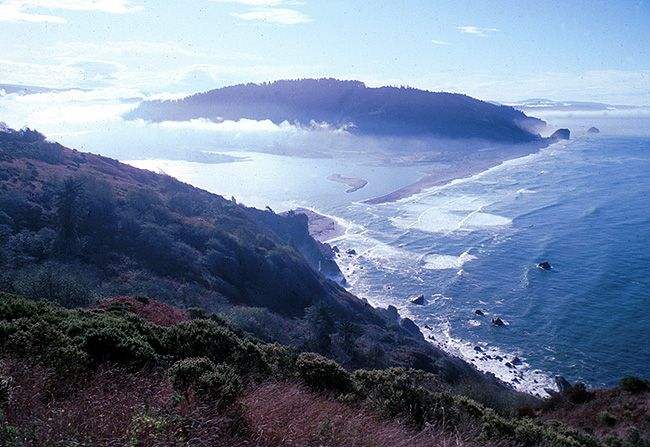
河口も沿岸帯にある。

海洋学や生物海洋学では、沿岸帯の概念は大陸棚の端まで大まかに広がる。汀線を起点にして、満潮線のすぐ上にある飛沫帯（spray region）から始まる。ここから満潮線と干潮線の間の潮間帯に移動し、大陸棚の端まで延びている。これら3つの領域を順に、潮上帯、真沿岸帯、亜潮間帯と呼んでいる。 

### 潮上帯（Supralittoral zone）
潮上帯（飛沫帯、上部沿岸帯とも言う）は、大潮高潮位線（spring high tide line）より上の地域で、通常は水しぶきを浴びるが、海水には浸かっていない。海水がこれらの高い所に浸透するのは、満潮時の暴風雨の時だけである。ここに生息する生物は、雨の真水、寒さ、暑さ、乾燥、陸生動物や海鳥による捕食などにさらされることに対処しなければならない。このエリアの上部では、岩の上に黒い地衣類の斑点がかさぶたのように現れることがある。ある種のタマキビ、アマオブネガイ科、デトリタス食のワラジムシ目は、潮上帯下層によく生息している。 

### 真沿岸帯（Eulittoral zone）
真沿岸帯（中潮間帯（midlittoral zone）または中潮帯（mediolittoral zone）とも言う）は潮間帯であり、前浜（foreshore）とも呼ばれている。ほぼ浸水しない大潮高潮位線（spring high tide line）から、ほぼ浸水する大潮低潮位線（spring low tide line）まで広がる。一日に一度か二度、露出と水没を交互に繰り返している。ここに生息する生物は、温度、光、塩分などの条件の変化に耐えなければならない。それにもかかわらず、このゾーンの生産性は高い。周期的な潮汐の波と乱流が、崖、隙間、洞窟などを形成し、固着性のの生物のための広大な生息地を提供している。保護された岩場の汀線には、通常、狭いほぼ同質の真沿岸帯が見られ、しばしば蔓脚類の存在が目印となっている。露出した場所では、より広い範囲に広がっていて、多くの場合、さらなるゾーンに分かれている。これについての詳細は潮間帯生態学を参照すること。 

### 亜潮間帯（Sublittoral zone）
亜潮間帯（亜沿岸帯とも言う）は、真沿岸帯のすぐ下から始まる。このゾーンは常に海水に浸かっており、浅海底帯（neritic zone）とほぼ同等である。 
海洋物理学では、亜潮間帯とは、非線形の流れ、内部波、河川流出、潮境を含む、著しい潮汐流とエネルギー消散を伴う海岸域を指す。実際のところ、これは通常、大陸棚の端、水深約200メートルまで延びている。 
海洋生物学では、亜沿岸帯とは、太陽光が海底に到達する領域、つまり、水深が浅くても決して有光層の外に出ない領域を指す。そのため一次生産量が多く、海の生物の大部分はこの亜沿岸帯に集中している。海洋物理学と同様、このゾーンは一般的に大陸棚の端まで伸びている。亜潮間帯の海底は潮間帯に比べて安定しており、温度、水圧、日照量などがかなり安定している。亜沿岸帯のサンゴは、潮間帯のサンゴのように変化に対応する必要がない。サンゴはどちらの海域にも生息できるが、亜沿岸域に多く生息している。 
亜沿岸帯内では、海洋生物学者はまた、以下のように識別している。 
- 潮下帯（infralittoral zone）は藻類が優占しているゾーンで、干潮線から下へ5メートルまで伸びていることもある。
- 潮周帯（circalittoral zone）は、潮下帯を超えた、つまり藻類ゾーンの下であり、イガイやカキなどの固着動物が優占しているゾーンである。

海岸から遠く離れていない亜沿岸帯の浅い領域は、subtidal zoneと呼ばれることもある。 

## 淡水生態系

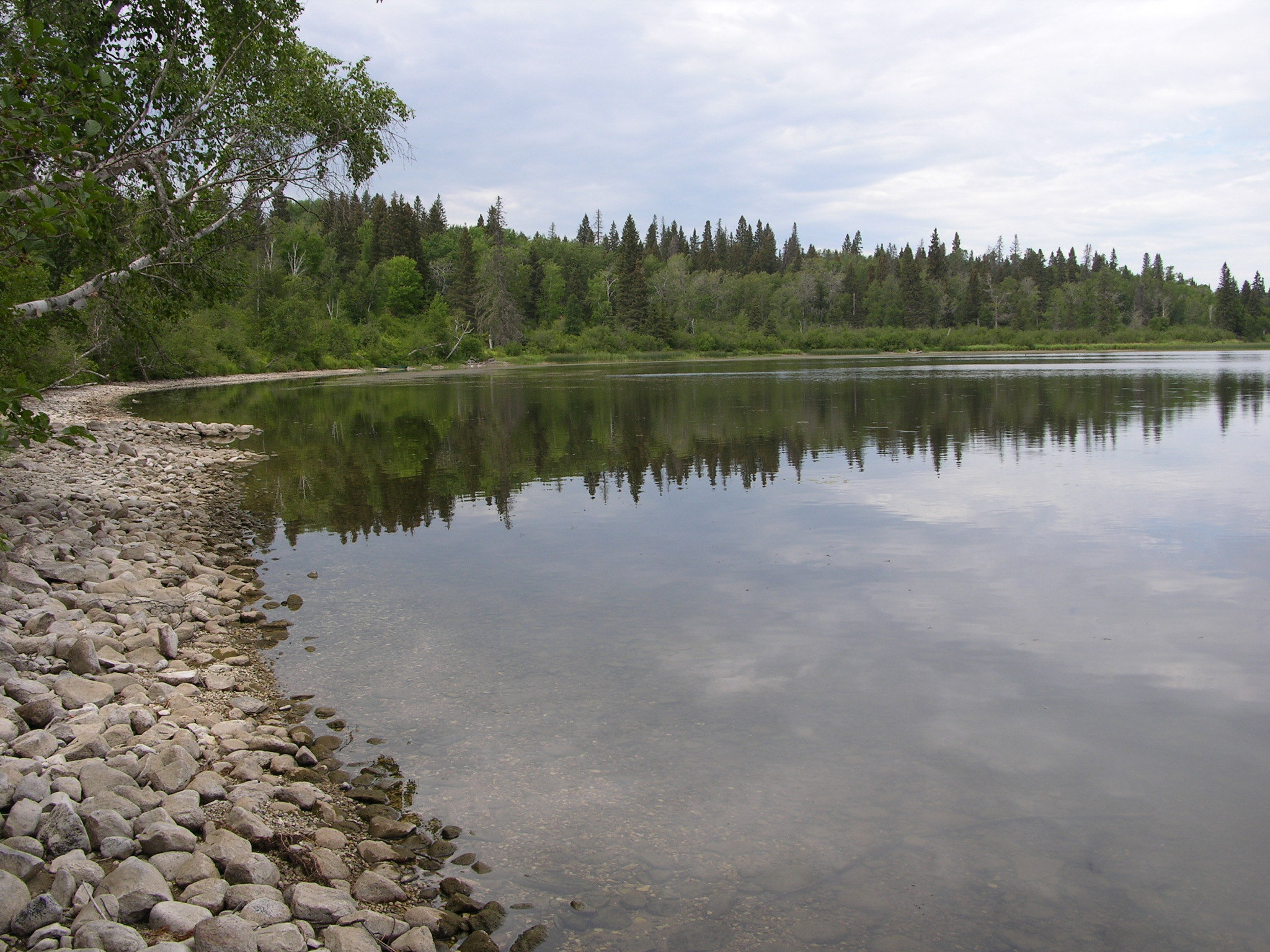
沿岸帯にほぼ植生のない湖の汀線

淡水の場合、沿岸帯は大きな湖や川の縁に存在し、多くの場合、湿地が広範囲にわたっている。したがって、それらは周辺湿地と呼ばれることもある。ここでは、潮の影響は最小であるため、「沿岸」の他の定義が使用されている。例えば、ミネソタ州天然資源局は、水深15フィート未満の湖のその部分を沿岸と定義している。 
沿岸帯は、異なる水深への耐性によって分類された水生植物の広範な領域を持つ、狭い、または広い周辺湿地を形成している可能性がある。一般的に、岸の高い所から低い所まで、4つのゾーンが認識されている。森林湿地、湿性草原、低湿地、水草帯である。これら 4つの類型の相対的な領域は、汀線の形状だけでなく、過去の水位にも左右される。湿性草原の面積は、特に過去の水位に依存している。一般的に、湖沼や河川に沿った湿性草原の面積は、自然の水位変動に伴って増加する。湖や川に生息する動物の多くは、根を張った植物が生息地と食料を提供しているため、沿岸帯の湿地に依存している。したがって、広くて生産性の高い沿岸帯は、健全な湖沼や河川の重要な特徴と考えられている。 
沿岸帯が特に危険にさらされているのには、2つの理由がある。第一に、人間の定住はしばしば汀線に引き寄せられ、定住はしばしば沿岸帯の種の繁殖地を壊す。例えば、多くの亀は、高台の場所で産卵するために海を離れた際に、道路上で殺されてしまう。魚類は、浅瀬の繁殖地を奪う波止場や擁壁によって悪影響を受ける可能性がある。汀線のコミュニティの中には、海水浴などの活動を妨げる可能性があるため、意図的に湿地を取り除こうとしているところさえある。全体的に、人間の居住地の存在は、隣接する湿地に負の影響を与えることが実証されている。同様に深刻な問題は、ダムによって湖や川の水位を安定させる傾向にあることだ。ダムは、沿岸帯に栄養分を運ぶ春の洪水を無くし、多くの湿地の植物や動物が依存する水位の自然な変動を減少させる。したがって、時間の経過とともに、ダムは湿地の面積を広い沿岸帯から狭い範囲の植生にまで減少させる可能性がある。低湿地と湿性草原は、特に危険にさらされている。 

## その他の定義
海軍の作戦のために、アメリカ海軍は、この記事の上部の図に示す方法で沿岸帯を分割している。アメリカ陸軍工兵隊とアメリカ合衆国環境保護庁は独自の定義を持っており、これらは法的な意味合いを持っている。 
イギリス国防省は、沿岸帯を海からの影響を受けやすい陸域（およびその隣接地域と関連する空域）と定義しており、それゆえその定義には水域だけでなく陸域のかなりの部分が含まれている。 